# Lithophane ricardi
Lithophane ricardi är en fjärilsart som beskrevs av Barnes och Benjamin 1927. Lithophane ricardi ingår i släktet Lithophane och familjen nattflyn. Inga underarter finns listade i Catalogue of Life.